# 1029 هـ
1029 هـ هي سنة في التقويم الهجري امتدت مقابلةً في التقويم الميلادي بين سنتي 1619 و1620.

## مواليد
- أحمد ابن أبي الرجال